# Bundesamt für Naturschutz
Pour les articles homonymes, voir BNF.
Le Bundesamt für Naturschutz ou BfN (en français : Office fédéral de protection de la nature) est en Allemagne une agence publique dépendant du Ministère fédéral de l'Environnement créée en 1993.

## Missions

Statuts de conservation utilisés par le BfN pour les espèces menacées

Le BfN conseille le ministre de l'Environnement sur toute question relative à la protection de l'environnement sur le plan national ou international, encourage des projets et suit des programmes de recherches liés, et est l'autorité administrative pour l'importation ou l'exportation d'espèces animales ou végétales. Il est chargé de publier la liste rouge de l'UICN et est chargé de mission concernant la protection des espèces menacées, la protection du milieu marin, le traité sur l'Antarctique, et l'ingénierie génétique.
Il suit particulièrement les accords ou projets internationaux de sa compétence :
- la Convention sur la diversité biologique
- la Convention sur le commerce international des espèces de faune et de flore sauvages menacées d'extinction
- le Réseau Natura 2000
- la Réserve de biosphère

## Agence fédérale
Le BfN est un des trois organismes chargés de l'environnement dépendant du ministre fédéral de l'Environnement, les deux autres étant : l'office fédéral de l'Environnement (Umweltbundesamt) et l'office fédéral de la radioprotection (Bundesamt für Strahlenschutz). 